# Trellius duplicatus
Trellius duplicatus är en insektsart som beskrevs av Andrej Vasiljevitj Gorochov 1999. Trellius duplicatus ingår i släktet Trellius och familjen syrsor. Inga underarter finns listade i Catalogue of Life.